# Albert Pucher
Albert Robert Pucher (* 1. September 1828 in Eberndorf/Dobrla vas; † 18. Januar 1895 in Klagenfurt) war ein österreichischer Zivilingenieur und Politiker.

## Leben
Pucher war der Sohn des Hofrichters in Eberndorf Thomas Pucher und dessen Ehefrau Maria geb. Herzog.
Pucher besuchte das Gymnasium in Klagenfurt und das Polytechnikum in Graz und Wien. Er arbeitete als k.k. Ingenieur in Ungarn, als Zivilingenieur in Völkermarkt und ab 1872 im Landesdienst als Oberingenieur, zuletzt als Leiter des Landesbaudepartemens. Im Jahr 1892 ging er in Pension.
Er war römisch-katholisch und heiratete am 19. September 1869 Barbara Pfeifer verw. Seitner (* 7. August 1837). Aus der Ehe gingen drei Töchter und acht Söhne, von denen fünf jung starben, hervor.
Er ist auf dem Friedhof St. Ruprecht begraben.

## Politik
Vom 18. Februar 1867 bis zu seinem Rücktritt am 20. Oktober 1872 war er Abgeordneter im Kärntner Landtag für den Wahlbezirk LGM 2 Völkermarkt. Im Landtag war er Mitglied des Ausschusses für Bauten und Kommunikation und gehörte dem Klub Deutschliberale an.